# 密歇根州歷史

密歇根州州徽

密歇根州的歷史可以追溯至可能早於公元前11,000年的美洲原住民在大湖區西部的定居。第一批到達密歇根州的歐洲人是法國人，探險家艾蒂安·布魯爾（Etienne Brule）於1618年穿越密歇根試圖尋找通往中國的路線。不久，法國人聲稱擁有這片土地，並開始與當地當地人進行毛皮貿易。這些被稱為“航海者”（voyageurs）的人會乘獨木舟在河流中穿梭，用各種商品換取皮草，這些商品隨後會在歐洲以高價售出。
歐洲人對密歇根的探索始於1620年代。從1668年到1763年，該地區是法屬加拿大的一部分。1701年，法國軍官凱迪拉克爵士安托萬·德·拉·莫特與另外51名法裔加拿大人一起建立了一個名為龐恰特雷恩德底特律堡（Fort Pontchartrain du Détroit，直譯為“海峽畔的龐恰特雷恩堡”，龐恰特雷恩指的是時任法國海軍國務卿龐恰特雷恩伯爵路易·菲力波）的定居點，該定居點發展成了現在的底特律市。法國領導的新法蘭西在法印戰爭中戰敗，1763年該地區被割讓給英國。英國在美國獨立戰爭中戰敗後，1783年的《巴黎條約》將美國的邊界擴大到密西西比河東部所有土地和加拿大南部。密歇根當時是舊西北領地的一部分。從1787年到1800年，它是西北領地的一部分。1800年，印第安納領地建立，現在密歇根州的大部分地區都在其中，只有該州最東部的部分留在了西北領地。當俄亥俄州於1802年加入聯邦時，整個密歇根州都隸屬於印第安納領地，直到1805年密歇根領地成立。
1825年伊利運河的開通將五大湖與哈德遜河和紐約連接起來，這一線路將大量人口帶到密歇根州，同時提供了一種廉價的方式將農作物運往市場。1835年，人民批准了1835年憲法，從而組成了一個州政府，儘管國會的承認被推遲，等待與俄亥俄州的邊界爭端（稱為托萊多戰爭）的解決。國會授予俄亥俄州“托萊多條帶”。密歇根獲得了上半島西部的特許權，並於1837年1月26日正式加入聯邦。
上半島在19世紀中期發現了大量鐵和銅儲藏，隨後採礦、農業和伐木成為重要產業。蘭瑟姆·E·奧茲（Ransom E. Olds）於1897年在蘭辛創立了奧茲摩比，1899年亨利·福特在底特律建立了他的第一家汽車工廠。通用汽車公司於1908年在弗林特成立。汽車裝配和相關製造很快就取得了底特律和密歇根州的經濟的統治地位。
由於其工業占主導的經濟結構，1930年代的大蕭條對密歇根的影響比其他許多地方更嚴重。然而該州在二戰後迅速發展。連接上半島和下半島的麥基諾橋於1957年竣工並通車。到1960年代，種族緊張局勢在全國引發了動盪，受此影響，底特律在1967年發生了著名的12街暴動，白人開始大量離開這一地區。到1980年代，該州經歷了汽車銷量下降、失業率攀升、經濟衰退等事件。至今密歇根仍在努力使其經濟多樣化，以擺脫對汽車行業的依賴。